# Daniel Jędraszko
Daniel Jędraszko (Estetino, Pomerânia Ocidental, 6 de abril de 1976) é um ex-canoísta polaco especialista em provas de velocidade.

## Carreira
Foi vencedor da medalha de prata em C-2 500 m em Sydney 2000, junto com o seu colega de equipa Paweł Baraszkiewicz.